# 大谷本廟

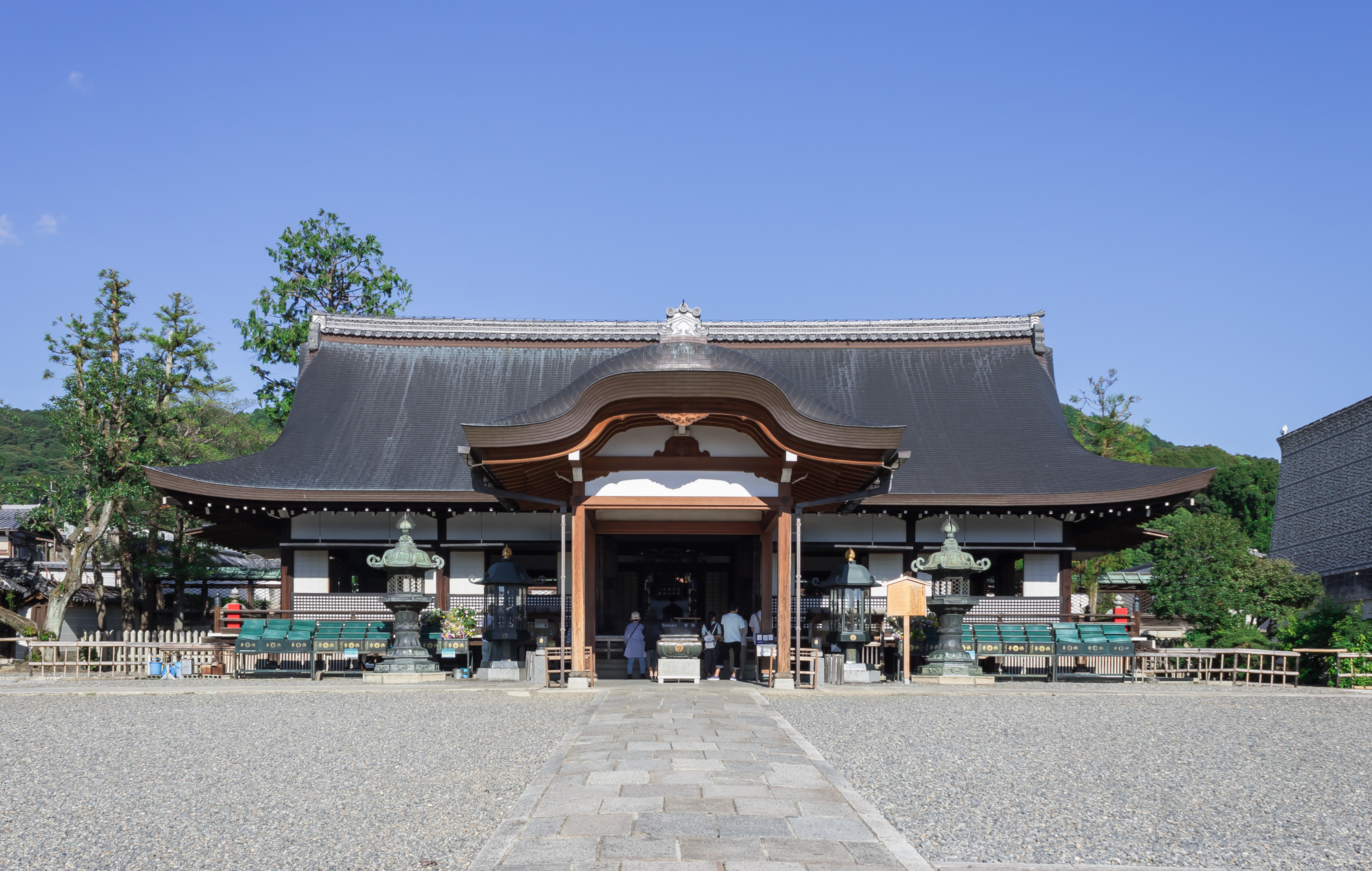
明著堂

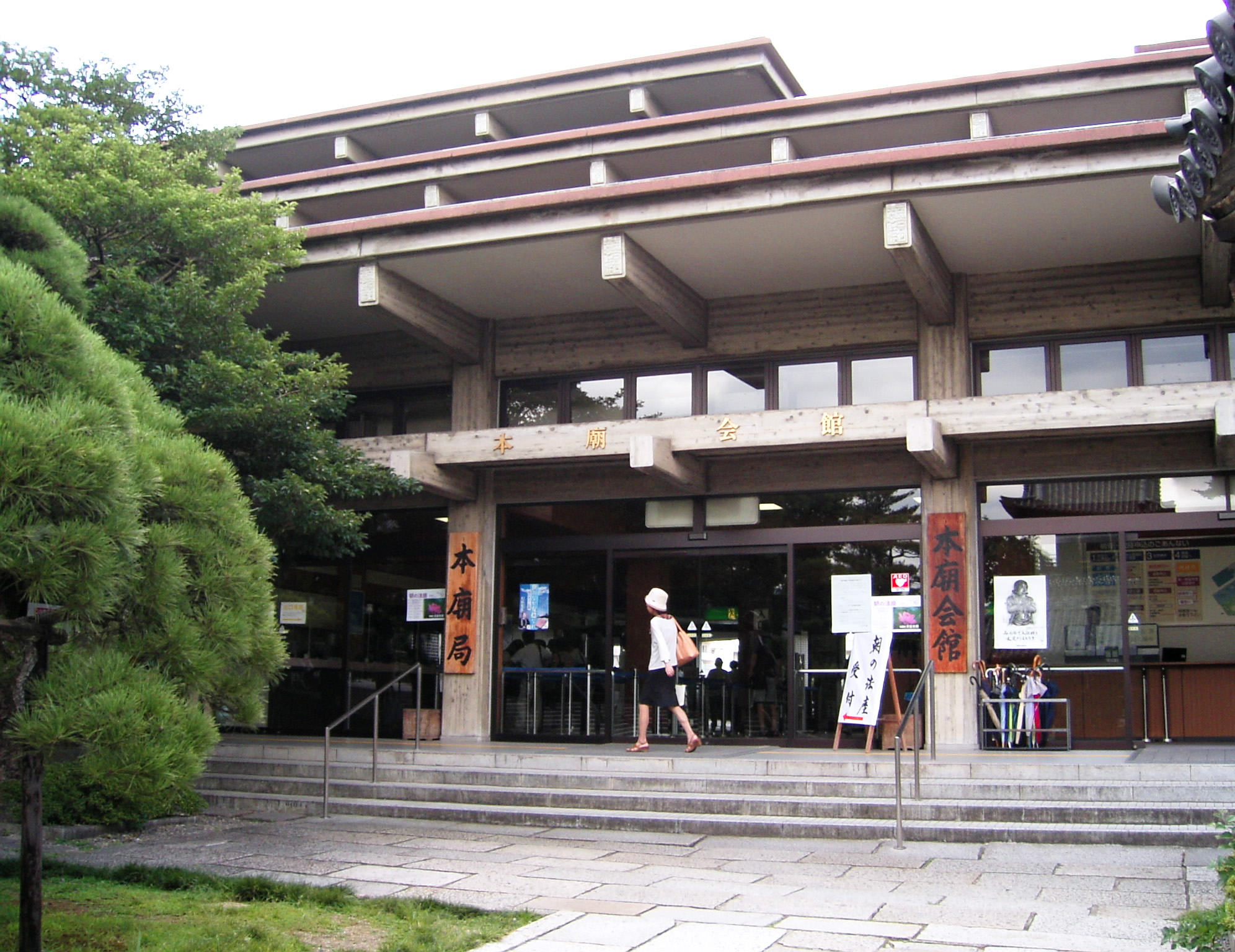
本廟会館

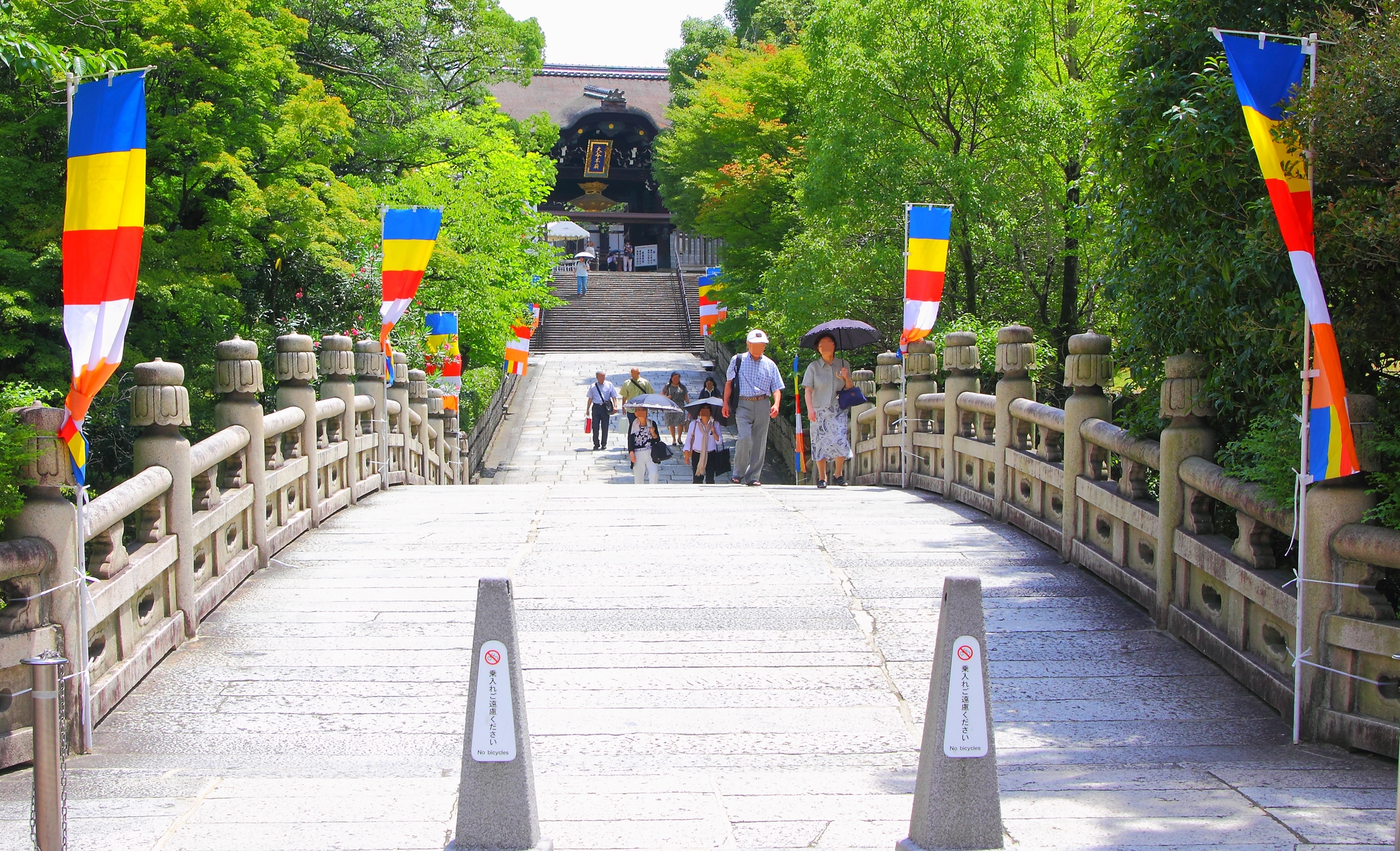
参道

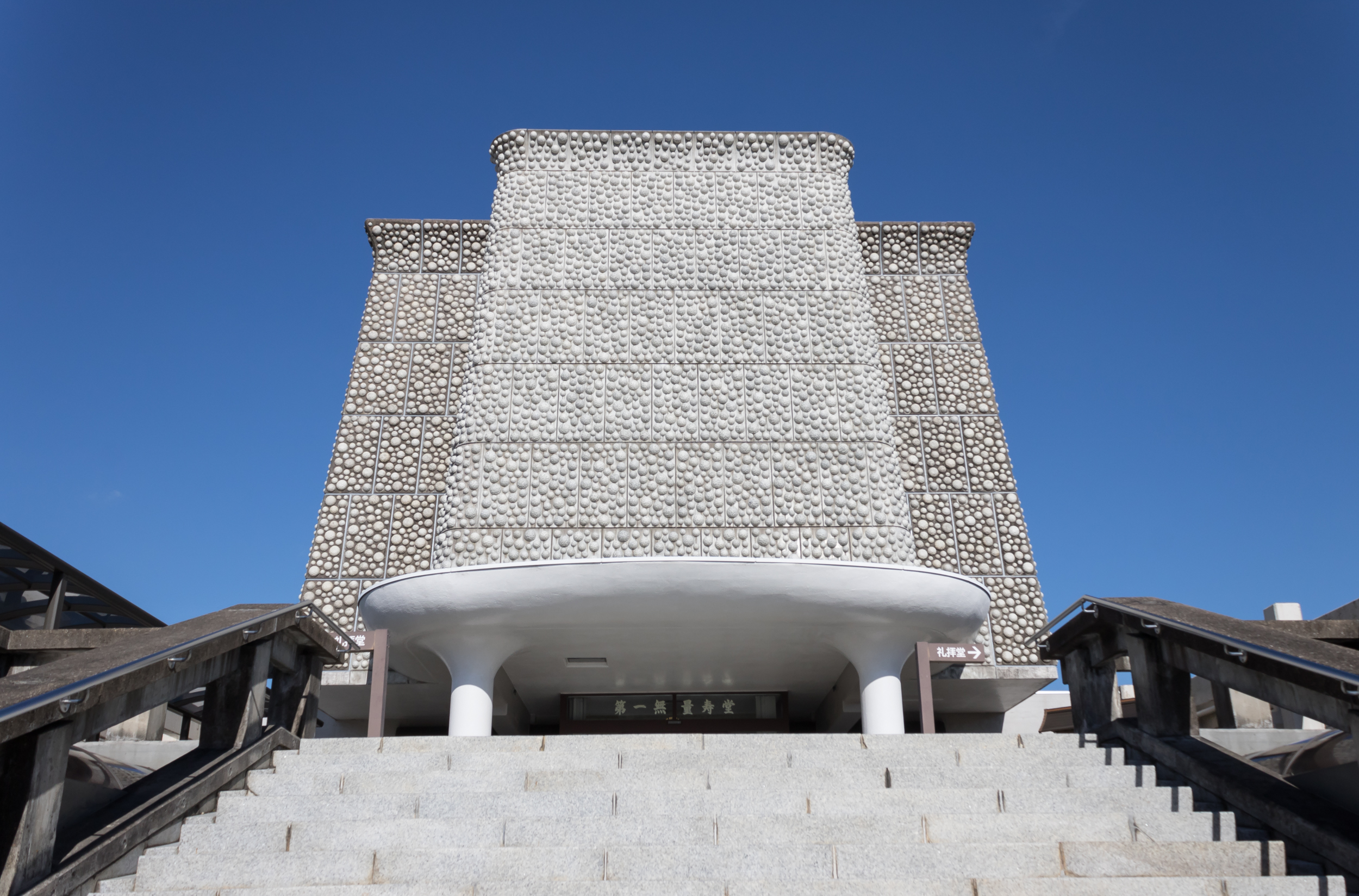
第一無量寿堂

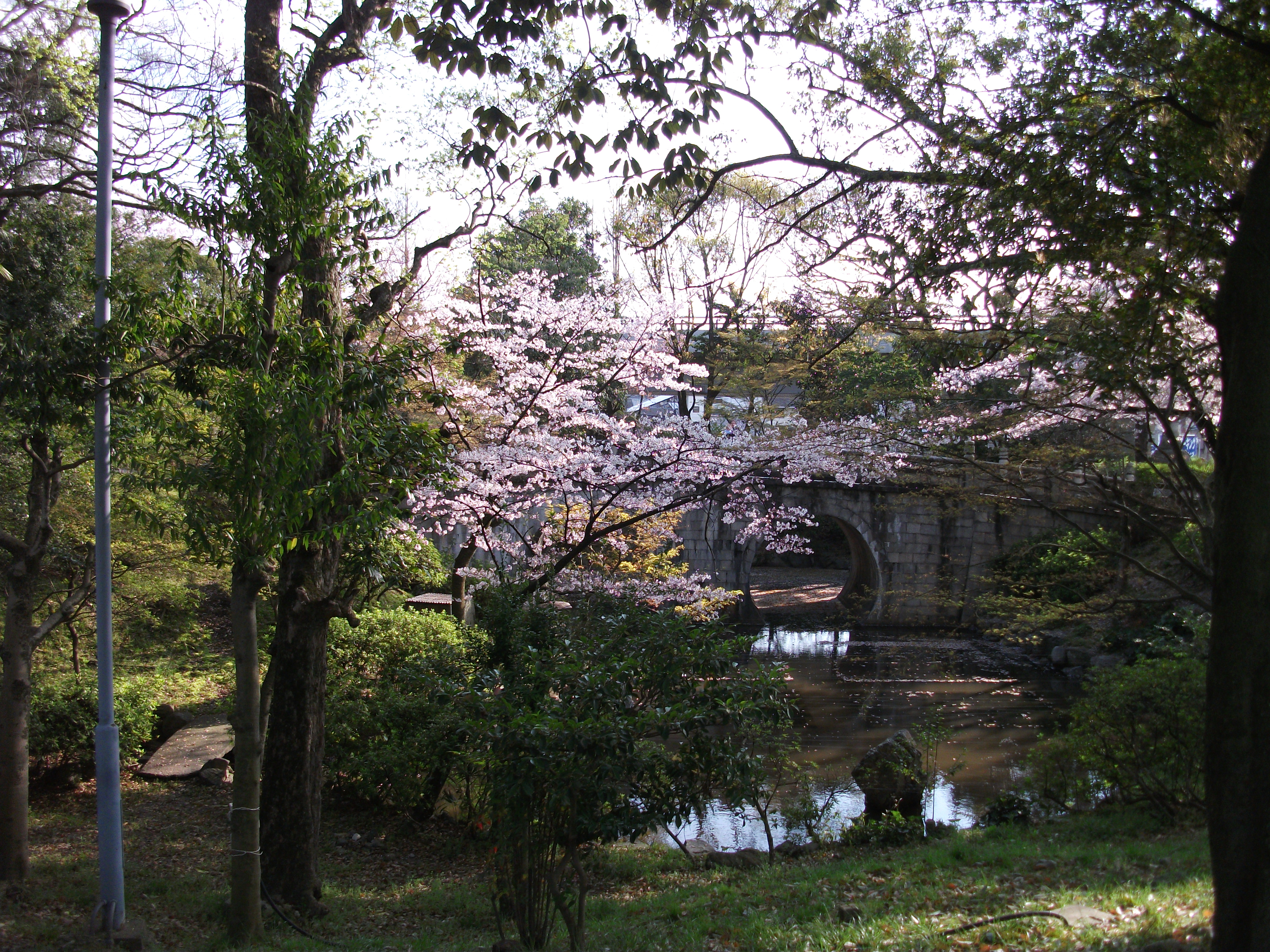
参道にある皓月池

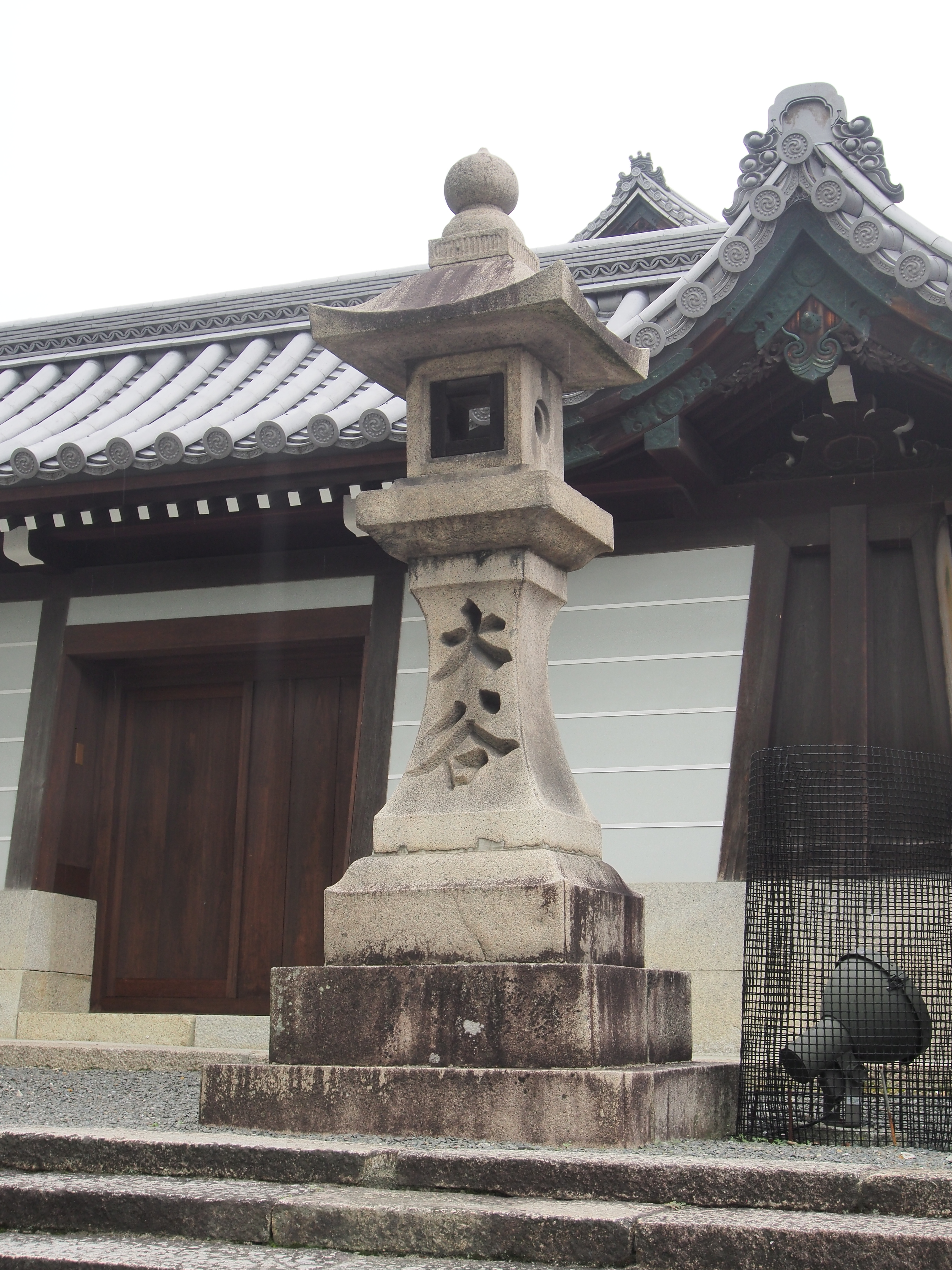
北木石使用の石灯籠

大谷本廟（おおたにほんびょう）は、京都市東山区にある浄土真宗本願寺派の本山の本願寺が所有する墓地。浄土真宗の宗祖・親鸞の墓所。通称は、「西大谷」。
大谷本廟は、「日野誕生院」・「角坊」（すみのぼう）とともに「宗教法人 本願寺」が所有する飛地境内である。

## 概要
大谷本廟は、文永9年（1272年）に東山大谷の地に建立された親鸞の廟堂である「大谷廟堂」（後の大谷本願寺）に由来する。
江戸幕府は、西本願寺第12世の准如時代の慶長8年（1603年）に、知恩院の拡張造営に際して、大谷本願寺跡地の代替地として、宗祖親鸞が荼毘に付された「鳥辺野（とりべの）の南の辺、延仁寺」と伝わる「御荼毘所」に隣接する現在地を与えた。
「大谷本廟」への納骨は、「祖壇納骨」・「無量寿堂納骨」（第一と第二）・「墓地納骨」の3種類の方法がある。
- 祖壇納骨（そだんのうこつ）
  - 「明著堂」奥にある親鸞聖人の墓所近くの祖壇納骨所に納骨
- 第一無量寿堂納骨（だいいち・むりょうじゅどうのうこつ）
  - 寺院名義・団体名義で納骨。専用の容器を用いて納骨
- 第二無量寿堂納骨（だいに・むりょうじゅどうのうこつ）
  - 個人名義で納骨。専用の容器を用いて納骨
- 墓地納骨
  - 焼骨のみ納めることができる

- 大谷本廟での法要
  - 永代経・一座経・年回法要がある

## 歴史
文永9年（1272年）、親鸞の弟子や東国（関東）の門徒の協力を得た親鸞の末娘である覚信尼は、鳥辺野の北にある「大谷」の地にあった親鸞の墓を「吉水の北の辺」（現・知恩院塔頭崇泰院がある地）に改葬し、「大谷廟堂」とよばれる八角円堂を建立する。
元亨元年（1321年）に、覚信尼の孫である覚如が大谷廟堂を寺院化し、「本願寺」（いわゆる大谷本願寺）と改名する（本願寺の歴史の詳細は、「本願寺の歴史」を参照）。
寛正6年（1465年）、本願寺8世蓮如の時に比叡山延暦寺西塔の衆徒らによって大谷本願寺が破却され、蓮如は近江国に避難する。一方で、破却された大谷本願寺には親鸞の墓が残され、井上願知によって守護されると草庵が建てられて「大谷道場」と称された。
蓮如は文明15年（1483年）に本願寺を再興させて、山科（現・京都市山科区）の地に「山科本願寺」を建立する。しかし、本願寺10世証如の代になると、天文元年（1532年）に天文の錯乱が勃発し、8月10日に山村正次が率いる法華一揆によって「下の一向堂」と呼ばれていた大谷道場が焼き討ちを受けて焼失した。8月24日には山科本願寺が六角定頼と法華一揆の攻撃を受けて陥落し、全山炎上した。大谷道場は後に願知の子孫である祐願によって復興するが、本願寺は大坂御坊に移転し、大坂本願寺（いわゆる石山本願寺、現・大阪城の地）を成立させた。
その後、本願寺11世顕如は織田信長と合戦し、石山合戦に発展すると、元亀2年（1571年）に大谷道場は攻められて焼失した。
そして、大坂本願寺は天正8年（1580年）に信長に明け渡されると、顕如は翌天正9年（1581年）に紀伊国の鷺森御坊を鷺森本願寺とした。続いて、天正11年（1583年）に和泉国の貝塚道場を貝塚本願寺として移転する。
天正13年（1585年）になると、顕如は豊臣秀吉のはからいにより、かつての大坂本願寺の北西にある天満に移転して天満本願寺を建立する。天正17年（1589年）には祐願の妻・妙祐と子息の祐誓が大谷道場を再建すると、大谷道場は秀吉から地銭免除の朱印状を受けた。
天正19年（1591年）、顕如は秀吉より京都の堀川六条に寺地を寄進されると、天満本願寺を移転させて本願寺（いわゆる西本願寺）を建立した。
慶長5年（1600年）、徳川家康によって知恩院の境内の拡張工事が行われることになると、知恩院の西側に位置していた大谷道場は移転を余儀なくされた。そこで、まず大谷道場にあった堂舎が撤去されることとなり、秀吉によって本願寺の住持を隠居させられていた教如の命によって、祐誓が四条富小路に堂舎を移し、「徳勝寺」を建立した。
慶長8年（1603年）、祐誓の妹婿の善了の申し出により、親鸞を荼毘に付したといわれる「延仁寺」の旧地と伝えられる鳥部山に家康から大谷道場の代替地を拝領すると、残されていた親鸞の墓をそこに移転させた。そして、善了はそれまで親鸞の墓を守っていた堂舎の名称である「大谷道場」の名を「勝久寺」と改名した。一方、大谷道場の旧地には知恩院の塔頭「崇泰院」が建立された。しかし、知恩院の作事奉行の1人である勝誉道清によって、親鸞の墓があった一角は、祖墳遺跡として残された。
寛永16年（1639年）に勝久寺は西本願寺に直属することとなる。後に勝久寺は西本願寺の飛地境内とされ、親鸞廟所として整備されていくと現在の「大谷本廟」に改名された。

## 境内
- 祖壇 - 親鸞聖人の墓所。
- 明著堂（祖壇納骨所） - 祖壇の拝所。宝永6年（1709年）建立。親鸞の墓所の側に納骨する「祖壇納骨」のための納骨所。祖壇納骨の場合は、合葬式で出骨・改葬はできない。額「明著堂」は寂如上人の筆。
- 戦没者記念堂
- 石窟 - 親鸞が勉学を行ったとされる石窟。江戸時代に大谷廟堂の旧地である知恩院塔頭・崇泰院から移設した。
- 北門
- 二天門
- 仏殿 - 1870年（明治3年）再建。大谷本廟ではこの建物を本堂とは呼ばない。それは大谷本廟が西本願寺の飛地境内であり、本堂は西本願寺の阿弥陀堂であるためである。堂内にある額「龍谷山」は寂如上人の筆。
- 読経所
- 鐘楼
- 太鼓楼
- 本廟会館 - 総合受付・売店・喫茶室・食堂・大広間・研修道場・地下駐車場などを設置する。
- 本廟会館地下駐車場 - お盆・お彼岸の時期は閉鎖される。
- 第一無量寿堂 - 寺院・団体・個人名義の納骨所[5]に納骨する「無量寿堂納骨」のための施設。10階建。5階で本廟会館と接続、6階で第二無量寿堂・仏殿・読経所・明著堂と接続する。鉄筋コンクリート造。1968年（昭和43年）築。
- 第二無量寿堂 - 第一無量寿堂と同様に、「無量寿堂納骨」のための施設。7階建。7階に「礼拝堂」を併設し、仏前結婚式の挙式会場として可能である。鉄筋コンクリート造。1990年（平成2年）築。
- 総門 - 第14第寂如上人の時代、（宝永7）1710年の宗祖親鸞聖人450回忌法要を修するにあたり、同年3月に建立された。その後、第18代文如上人の時代、（寛政8）1796年に現在の四脚門に改築された。総門に掛かる「大谷本廟」の額は、（萬延元）1860年９月に書かれた九条尚忠の筆である[6]。
- 円通橋 - 安政3年（1856年）築。
- 皓月池 - ここに咲く大賀蓮は、2000年前の種から大賀一郎博士が蘇らせて開花させた古代蓮である。
- 大谷墓地 - 寺院・団体・個人名義の墓地に納骨する「墓地納骨」のための墓地。
- 親鸞聖人お荼毘所 - 親鸞はここにあったとされる「延仁寺」で荼毘に付されたという。

## 交通アクセス
- 京阪電気鉄道京阪本線清水五条駅から徒歩10分
- 京都市営バス（80・202・206・207号系統）、京阪バス（82・82C・83・83A・83C・84・84C・85・85A・86・86A・86B・87・87A・87B・88・88B・88C系統）「五条坂」バス停下車すぐ

## 近隣情報
- 清水寺
- 建仁寺